# KRTAP10-10
KRTAP10-10 (англ. Keratin associated protein 10-10) – білок, який кодується однойменним геном, розташованим у людей на довгому плечі 21-ї хромосоми. Довжина поліпептидного ланцюга білка становить 251 амінокислот, а молекулярна маса — 25 571.
| 10         |  | 20         |  | 30         |  | 40         |  | 50         |
| ---------- |  | ---------- |  | ---------- |  | ---------- |  | ---------- |
| MAASTMSICS |  | SACTDSWRVV |  | DCPESCCEPC |  | CCAPAPSLTL |  | VCTPVSCVSS |
| PCCQTACEPS |  | ACQSGYTSSC |  | TTPCYQQSSC |  | QPDCCTSSPC |  | QQACCVPVCC |
| VPVCCVPVCN |  | KPVCFVPTCS |  | ESSPSCCQQS |  | SCQPTCCTSS |  | PCQQACCVPV |
| CSKSVCYVPV |  | CSGASTSCCQ |  | QSSCQPACCT |  | ASCCRPSSSV |  | SLLCHPVCKS |
| TCCVPVPSCG |  | ASASSCQPSC |  | CRTASCVSLL |  | CRPVCSRPAC |  | YSLCSGQKSS |
| C          |  |            |  |            |  |            |  |            |

A: Аланін

C: Цистеїн

D: Аспарагінова кислота

E: Глутамінова кислота

F: Фенілаланін

G: Гліцин

H: Гістидин

I: Ізолейцин

K: Лізин

L: Лейцин

M: Метіонін

N: Аспарагін

P: Пролін

Q: Глутамін

R: Аргінін

S: Серин

T: Треонін

V: Валін

W: Триптофан